# Nabatejska umetnost
Nabatejska umetnost je umetnost Nabatejcev severne Arabije. Poznani so po fini poslikani keramiki, ki se je razpršila po grško-rimskem svetu, pa tudi s kiparskimi primeri in arhitekturo. Umetnost je najbolj znana iz arheoloških najdiščih v Petri, zlasti iz  spomenikov, kot so Al-Khazneh in Ad Deir.

## Keramika
Za nabatejsko lončenino so značilne tanke stene in cvetlični motivi. Izključno uporabo cvetličnih vzorcev povezujejo z nabatejskim anikonizmom v njihovih verskih obredih. Vzorci na posodah so na splošno pobarvani ali vtisnjeni na površino z žigi in vrtljivimi kolesi. Da bi končali na predmetih, so jih izdelovalci zažgali ali uporabili postopek sintranja. Večina izdelkov je rožnate barve, podobno kot pečine okoli mesta. To je zato, ker so pri svojem delu uporabljali lokalno glino . Izdelki imajo številne oblike in jih je mogoče razvrstiti glede na debelino, obliko, podstavek in okras . V nekaterih primerih oblike posod posnemajo obliko kovinskih izdelkov iz regije . Te posode so bile za vsakodnevno uporabo in ne obredne, kljub nenavadno velikemu številu črepinj, ki so jih našli na odlagališčih.

## Arhitektura

### Grobnice
Nabatejske grobnice so predvsem vklesane v skalo. Narejene so z rezanjem neposredno v pokrajino, živo skalo. Skalne grobnice so najpogosteje najdene v izkopanih arheoloških najdiščih. V Petri in Hegri je bilo najdenih skoraj 900 kamnitih grobnic. So fuzija helenističnega in rimskega sloga ter postopnega oblikovanja nabatejskega sloga. Nekatere imajo jasne grške vplive, kot so na primer pedimenti, metope in triglifi ter kapiteli. Zgrajene so bile v čast bogovom in voditeljem ter generacijam določene družine. Grobnice so običajno v mestu. So preproste v slogu, vendar izdelane v funkciji, ki pogosto vsebujejo stopnice, ploščadi, libacijske luknje, cisterne, vodne kanale in včasih banketne dvorane. Mnoge imajo številne verske ikone, napise in svetišča, ki jih najdemo v povezavi z izviri, vodnjaki in kanali.
Nazobljene grobnice (glej prsobran) so bile priljubljene v arhitekturi Nabatejcev. Obstaja več različic zobcev, ki se pojavljajo v številnih nivojih. Nazobljene grobnice so bile narejene, da bi predstavljale utrdbe, ustvarjale simbol mesta, moč, vojaško moč. Kasneje, pod Ahemenidi, je bil fortifikacijski simbol odstranjen, kar je omogočilo večji obseg znakov kraljestva in oblasti.
Na zunanji strani grobnic so številni obeliski. To so ozki spiralni spomeniki, ki se pogosto uporabljajo za predstavitev Nepešev, posebnih voditeljev in bogov monolitnih družb. Nepeš (נֶ֫פֶשׁ nép̄eš, dobesedno 'duša') je biblijska hebrejska beseda, ki se pojavi v hebrejski Bibliji. Beseda se nanaša na vidike občutljivosti, ljudje in druge živali pa so opisani kot imeti nephesh.  Pogosto jih najdemo v bližnjevzhodni in egipčanski arhitekturi.
Zelo priljubljene so bile grobnice s podrobnimi fasadami. Obstaja osem različnih tipov fasad: enojni pilon, dvojni pilon, stopnica, proto-Hegra, Hegra (starodavno nabatejsko mesto (starejša sestra Petre), ki se zdaj imenuje Mada'in Saleh), lok, preprost klasičen in kompleksen klasičen. Za navedenih prvih pet so značilne spremembe motivov na zatrepih, v kombinaciji z elementi iz klasične arhitekture. Loki imajo le klasične motive z dodano nabatejsko interpretacijo.
V Petri obstaja vrsta grobnic, imenovanih »Kraljeve grobnice«. Te so razdeljene na štiri enote: grobnica žar, svilena grobnica, korintska grobnica in palačna grobnica. Grobnica žar je zgrajena visoko na gorski strani in zahteva vzpon po številnih stopnicah. Bila naj bi grobnica nabatejskega kralja Malchusa II., ki je umrl leta 70 n. št.. Poleg te je svilena grobnica, imenovana zaradi bogate barve peščenjaka. Naslednja je korintska grobnica z grškimi korintskimi stebri. Nazadnje palačna grobnica s tremi različnimi nadstropji na fasadi.

## Kipi
Zgodnji nabatejski kipi so imeli več značilnosti rimskih, grških in sirskih kipov. Divji lasje, dramatični izrazi obraza in s-krivulje so odražali helenistični slog kiparstva. Starogrško kiparstvo je bilo zastopano z dolgimi, tesnimi bradami, simetrijo in izpopolnjenim človeškim telesom .
V poznejših letih je kiparstvo postalo zelo stilizirano. Nekateri elementi, kot so lasje, so bili ohranjeni v grško-rimskem slogu, vendar se je veliko drugih stvari razvilo v tisto, kar je zdaj razumljeno kot nabatejsko. Te značilnosti najdemo v obraznih strukturah. Oči na več kipih so upodobljene značilno plosko, karikaturno, polkrožno. Pogosto imajo trikotne nosove in velike, okrogle brade. Poleg človeških oblik nabatejsko kiparstvo pozna oblike živali, kot so ptice, sloni in kamele.
Zastopani so številni različni bogovi in boginje. Večina so bogovi in boginje, ki so jih slavili Nabatejci, pa tudi nekateri predstavniki grških, rimskih in bližnjevzhodnih religij. Poleg tega so redno zastopani zodiakalni znaki v številnih umetniških oblikah. Dušara je bil glavno moško božanstvo Nabatejcev. Bil je primerljiv z Zevsom v grški kulturi, kot tudi z Dionizom. Primere Dušara so našli na več mestih v Petri in Khirbet Et-Tannurju. Sprva in po tradiciji je bil Dušara zastopan v anikonični obliki, kot je kvadratni blok, kot ga predstavljajo betili v Petri , vendar je najdena tudi velika količina podrobnih kipov. En poseben del prikazuje helenističen obraz, v akciji in mesnatih, živahnih značilnosti . Drugi pogosto predstavljeni bogovi so: Al-Uzza, Al-Kutbay, Nike in znaki zodiaka. 

## Betili
Betili (iz semitske betle el – 'božja hiša' -  je beseda, ki označuje sveto kamenje, ki naj bi bilo obdarjeno z življenjem) so še eno orodje, ki so ga uporabljali za prikazovanje bogov in boginj, in presegajo tradicionalno kiparstvo. So pogosti v nabatejski umetnosti. Pogosto so vrezani znotraj svetišč na javnih in zasebnih krajih. Nekateri imajo podstavek ali so nameščeni v niši. Betili so bili uporabljeni za vdelavo bogov, najpogosteje, čeprav ne izključno, Dušara. Lahko so raznih velikosti, v skupinah ali samostojni. Izgledajo kot reliefna skulptura in so v krogu. Rezbarije so pravokotne in ne figuralne, čeprav imajo v nekaterih primerih stilizirane oči in nos, podobne aramejskim in južnoarabskim obraznim stelam .

## Slikarstvo
Nekaj primerov poslikav je ohranjenih. Večinoma so fragmenti povsem dekorativnega notranjega slikarstva. Jih je dovolj, da kažejo, da so sledili sodobnemu helenističnemu slogu. 
Leta 2010 je bila razkrita, zdaj neformalno znana Poslikana hiša v Mali Petri v Jordaniji, ki ima velike stropne freske, ki so bile dolgo skrite pod sajami beduinskega ognja in druge napise naslednjih stoletij. Triletni obnovitveni projekt jih je ponovno prikazal. Predstavljajo, v obširnih podrobnostih in različnih medijih, vključno z lazuro in zlatimi listi, slike, kot so vinska trta in putti, povezani z grškim bogom Dionizom, kar kaže, da se je prostor morda uporabljal za pitje vina, morda ob obiskih trgovcev. Poleg tega, da so edini znani primer notranjega figurativnega slikarstva Nabatejcev in situ, so eden redkih primerov obstoječega helenističnega slikarstva in so bili vzor kasnejšim rimskim imitacijam v Herkulaneju.